# Infanta Elena (F-33)
La Infanta Elena (F-33) fue una corbeta, tercera de la clase Descubierta de la Armada Española, que presto sus servicios como patrullero de altura.

## Construcción
Su quilla fue puesta sobre las gradas de los astilleros de la empresa nacional Bazán de Cartagena el 26 de enero de 1976, desde donde fue botada al agua el 14 de septiembre de 1976. Una vez concluidas las obras, se entregó a la Armada el 12 de abril de 1980, tras lo cual pasó a formar parte de la 21ª Escuadrilla de Escoltas con base en Cartagena.
La Infanta Elena fue un buque de diseño español, que se realizó aprovechando el poso tecnológico que dejó en Bazán (actualmente Navantia) la construcción de las corbetas de diseño alemán de la clase João Coutinho para la armada portuguesa.
La Infanta Elena contaba con una importante capacidad de lucha antisuperficie, similar o superior a la de casi todas las fragatas en servicio en el mundo en su época hasta su transformación en patrullero de altura entre septiembre de 2004 y junio de 2005. Desde entonces tenía en su inventario 3 RHIB: 1 Valiant 750 y 2 Zodiac Mk5.

## Historial

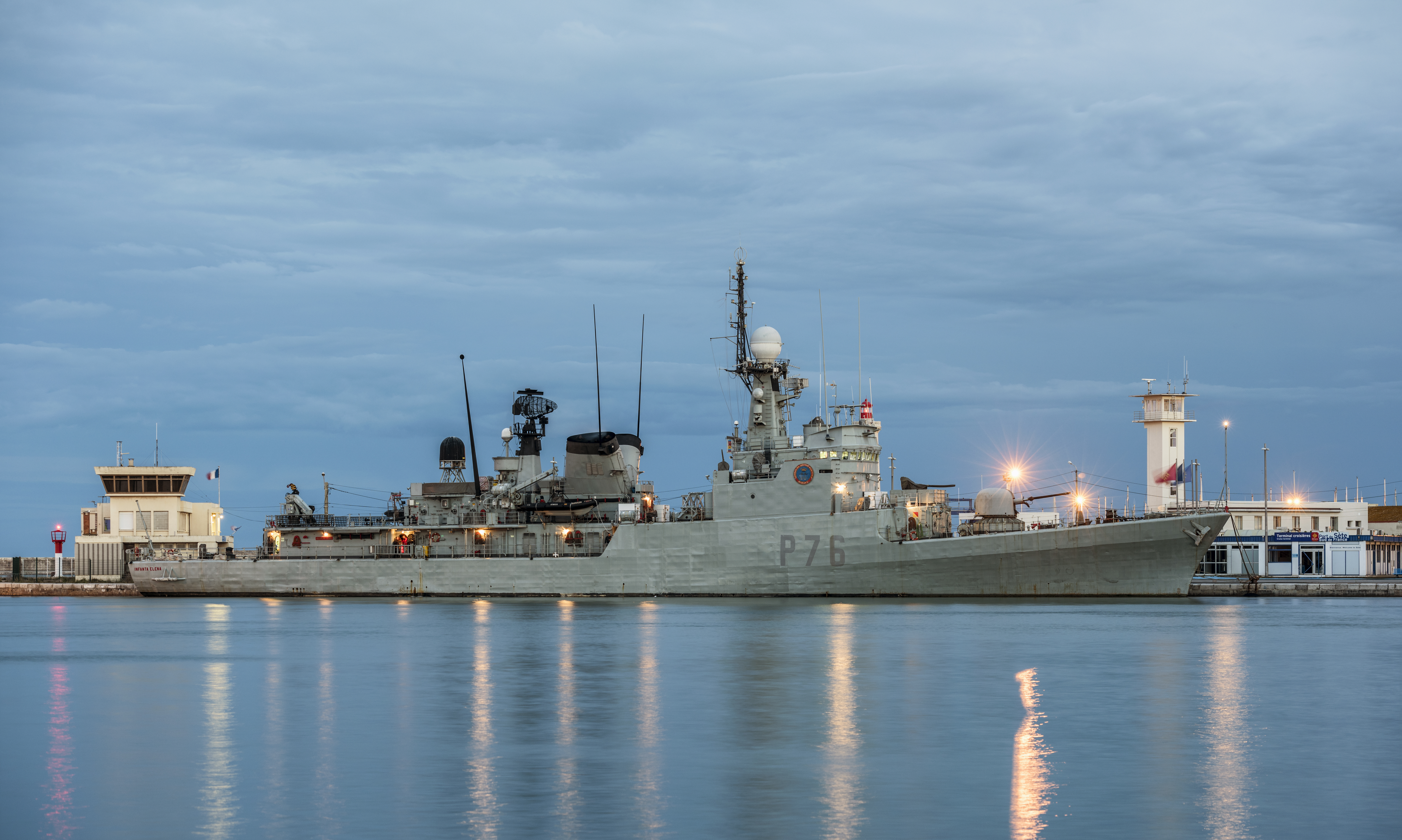
La Infanta Elena en 2019.

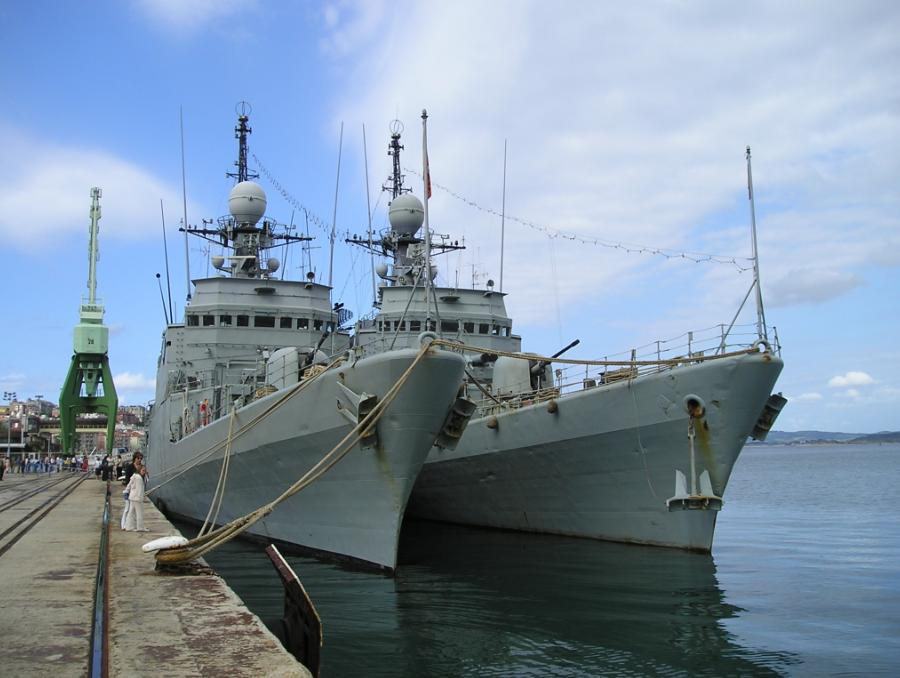
La corbeta Infanta Elena (F-33) amarrada en el puerto de Santander junto a su gemela Infanta Cristina (F-34). Estas dos corbetas fueron convertidas a Patrulleros de Altura, ahora con los números (P-76) y (P-77) correspondientes, año 2004.

En 1991, fue enviada al Golfo Pérsico junto con la fragata Victoria y la corbeta Vencedora tras la invasión de Kuwait por parte de Irak en misión de vigilancia y bloqueo cumpliendo mandato de la ONU.
En el año 2003, participaron en las que fueron sus últimas maniobras con la catalogación de corbetas, Ejercicio Gruflex ' 03 en las cercanías de Rota, junto a otras 15 unidades de la Armada Española, entre las que se encontraban los dos buques de la Clase Galicia, los dos de la clase Pizarro, las fragatas Santa María, Numancia, 'Baleares y Extremadura y las corbetas Cazadora y Vencedora.
Participó en el operativo Romeo-Sierra con motivo de la crisis del Islote de Perejil.
El 13 de enero de 2004 cambió su numeral F-33 por el P-76, y quedó reclasificado como patrullero de altura. En 2008, fue enviada a aguas del Líbano durante tres meses dentro de la operación UNIFIL (Fuerza Interina de Naciones Unidas en Líbano), formada por unidades de España, Francia, Italia y Portugal, en el marco de las resoluciones de las Naciones Unidas 1707 y 1832
El 15 de febrero de 2011, zarpó desde Cartagena con rumbo al océano Índico para incorporarse a la Fuerza Naval Europea, formada por seis buques, cuatro aviones de patrulla marítima, ocho helicópteros y 1500 hombres y mujeres de distintos países europeos, que tiene como misión la protección del tráfico mercante y de los pesqueros que faenan en la zona. Retornó a su base el 3 de junio de 2011 después de 91 días de navegación en los que registró 28 buques, detuvo a 12 presuntos piratas y liberado 12 rehenes, recorriendo 15 500 mn en total.
El 14 de febrero de 2012, zarpó desde su base en Cartagena para incorporarse nuevamente a la operación Atalanta, contra la piratería en aguas del Índico. El 28 de marzo de 2012, prestó auxilio a una ballenera que se encontraba a la deriva desde dos días antes, con el motor averiado, sin comunicación radio y con dos heridos a bordo. Tras prestar asistencia a los heridos y reparar el motor el motor, suministró comida y agua suficientes para llegar a Mogadiscio. Además, se avistó otra ballenera a la que auxilió con agua y comida. El 18 de abril de 2012, liberó al pesquero Nimesha Duwa, un dhow con bandera de Sri Lanka que llevaba seis meses secuestrado. Finalmente, tras 88 días de navegación, regresó a su base en Cartagena el 3 de junio de 2012.
El 18 de octubre de 2012, en colaboración con un buque del servicio marítimo de la Guardia Civil, impidió una operación de tráfico de drogas en las cercanías de la isla de Alborán, donde poco antes, había detectado una lancha planeadora.
El 26 de mayo, con apoyo del Serviola, interceptó al buque caza tesoros Endeavour con bandera de Togo frente a las costas de Málaga, que como supuesto buque de investigación oceanográfica, realizaba tareas relacionadas con el patrimonio arqueológico en aguas españolas del Mar del Alborán. Tras comprobar sus actividades, se le ordenó abandonar la zona, y fue escoltado hasta Algeciras, donde quedó bajo control de la Guardia Civil.
El 25 de febrero de 2014, zarpó desde su base en Cartagena para participar durante dos meses y medio en diversas actividades en apoyo al  plan de diplomacia de la defensa y de la iniciativa Africa Partnership Station en los que hizo escala en los puertos de Dakar (Senegal), Porto Grande (Cabo Verde), Duala (Camerún), Lobito (Angola), Lagos (Nigeria) y Nuakchot (Mauritania).
A finales de junio de 2014, dio escolta al buque estadounidense encargado de destruir el arsenal químico sirio, el MV Cape Ray, en su tránsito por aguas del estrecho de Gibraltar hasta Italia.
En noviembre de 2017, rescató a 68 inmigrantes en 6 pateras provenientes de Argelia en un despliegue con medios de Salvamento Marítimo y la Guardia Civil.
Entre el 1 de marzo y el 27 de junio de 2018, luchó contra la piratería, la inmigración y la pesca ilegal en el Golfo de Guinea contribuyendo con la Seguridad Marítima en la zona, especialmente garantizando la seguridad de las flotas pesqueras españolas y buques de pabellón español.
En los meses de octubre, noviembre y diciembre de 2018 realizó patrulla de Vigilancia y Seguridad Marítima en aguas de responsabilidad española en el Mar Mediterráneo luchando contra la inmigración, el narcotráfico y actividades ilícitas en la mar.
El 14 de mayo de 2022 rescató a una patera con 3 inmigrantes en estado crítico a 30 millas náuticas de las Islas Chafarinas. Los llevó al puerto de Almería y durante el tránsito se les prestó asistencia médica. A la llegada fueron transferidos a Policía Nacional y fueron atendidos por Cruz Roja. Posteriormente dos permanecieron ingresados en el Hospital de Torrecárdenas (Almería).
El acto de baja tuvo lugar en el Arsenal de Cartagena el 17 de marzo de 2023 en un acto sencillo y de breve trascendencia en el que se arriaba por última vez la bandera y desembarcaba la dotación de desarme. La bandera fue entregada por el último Comandante de desarme el TN Jose Antonio Gallardo Vozmediano al Almirante Jefe del Arsenal de Cartagena el VA D Pedro Luis de la Puente García-Ganges.

### Buques de la clase
- Armada Española
  -  Descubierta (F-31)
  -  Diana (F-32)
  -  Infanta Cristina (F-34)
  -  Cazadora (F-35)
  -  Vencedora (F-36)
- Marina Real Marroquí
  -  Teniente Coronel Errahmani (F-501)
- Marina egipcia
  -  El Suez (F-941)
  -  El Aboukir (F-946)

### Buques similares
- Clase João Coutinho